# Wupatki National Monument
Wupatki National Monument er et amerikansk National Monument nord for byen Flagstaff i den amerikanske stat Arizona. I det 140 km² store National Monument er der gjort næsten 2.600 præhistoriske fund, herunder ruiner fra puebloindianerne fra Anasazikulturen.
Beboelsernes historie er under stærk indflydelse af den nærved liggende vulkan Sunset Crater i årene 1064/1065. Det er ukendt, hvorfor den hidtil kun sparsomme beboelse tiltog efter udbruddet. En mulighed er, at den vulkanske aske har forbedret jordens evne til at holde på vandet, hvilket har øget jordens frugtbarhed.
Wupatki-ruinen stammer fra det 12. århundrede. Her boede mellem 85 og 100 mennesker. Det anslås at der boede flere tusinde menneske i området omkring.